# Castle of Mey
Het Castle of Mey (vroeger ook wel bekend als Barrogill Castle) is een zestiende-eeuws kasteel, gelegen aan de noordkust van Schotland in het graafschap Caithness, ongeveer 10 km ten westen van John o 'Groats. Bij mooi weer zijn vanaf het kasteel de Orkneyeilanden te zien. Het kasteel werd in 1952 gekocht door koningin-moeder Elizabeth als vakantieverblijf. Sinds haar dood in 2002 is het in de zomermaanden open voor het publiek.

## Geschiedenis
Het land van Mey behoorde toe aan de bisschoppen van Caithness. Het kasteel van Mey werd gebouwd tussen 1566 en 1572 door George Sinclair, 4e graaf van Caithness, mogelijk op de plek van een eerder fort. Oorspronkelijk was het een zogenaamd Z-vormig torenhuis van drie verdiepingen, met een vleugel aan de zuidoost-kant en een vierkante toren aan de noordwest-kant. Het kasteel ging over naar de jongere zoon van George Sinclair, de stichter van de Sinclairs van Mey, maar werd later de zetel van de graven.
De naam van het kasteel werd veranderd in Barrogill Castle, en het gebouw werd in de 17e en 18e eeuw verschillende keren uitgebreid. In 1821 werden aanpassingen gedaan in de Tudor-gotische stijl, naar ontwerpen van William Burn. Na de dood van de 15e graaf van Caithness in 1889 werd het kasteel eigendom van F.G. Heathcote. In 1929 werd het gekocht door kapitein F.B. Imbert-Terry.
Het kasteel werd tijdens de Tweede Wereldoorlog gebruikt als verpleeghuis voor officieren; in 1950 werden de landgoedboerderijen verkocht. Tegen die tijd was alleen de toren nog bewoonbaar.

## Koninklijk bezit

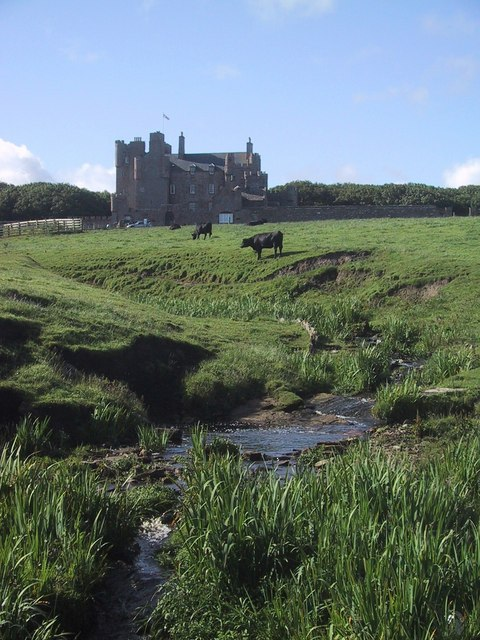

Het kasteel van Barrogill bevond zich in een semi-vervallen staat toen het landgoed in 1952 werd gekocht door koningin-moeder Elizabeth, de weduwe van de kort daarvoor overleden koning George VI. De koningin-moeder restaureerde het kasteel voor gebruik als vakantiehuis. Ze liet enkele aanpassingen uit de 19e eeuw verwijderen en het kasteel werd voor het eerst voorzien van elektriciteit en stromend water. Ook voerde ze de oorspronkelijke naam van het kasteel weer in. De koningin-moeder verbleef er tot haar dood regelmatig in de maanden augustus en oktober.
In juli 1996 maakte de koningin-moeder het eigendom van het kasteel en een bijbehorende boerderij over aan het Queen Elizabeth Castle of Mey Trust, dat het kasteel en de tuin sinds haar dood in 2002 regelmatig openstelt voor het publiek. Het is van 1 mei tot 30 september zeven dagen per week geopend. Eind juli en begin augustus is het kasteel tien dagen gesloten omdat koning Charles III en koningin Camilla dan gewoonlijk in Mey verblijven.